# Matej Mináč
Matej Mináč (* 1. dubna 1961 Bratislava, Československo) je slovenský režisér, producent a scenárista.

## Filmografie
- 1999 Všichni moji blízcí
- 2002 Síla lidskosti - Nicholas Winton
- 2006 Kúzlo fotografie
- 2010 Anglická rapsodie
- 2011 Nickyho rodina
- 2015 Očima fotografky
- 2016 Děti zachráněné od nacistů

## Ocenění
Jeho film Síla lidskosti - Nicholas Winton získal v roce 2002 cenu International Emmy Award v kategorii dokumentární film. Následující dokument ze série o Nicholasi Wintonovi Nickyho rodina získal řadu ocenění na filmových festivalech, mimo jiné byl oceněn Cenou za nejlepší dokument na festivalu v Montrealu Diváckou cenou deníku Právo v Karlových Varech (2011).
• Cena Fóra pro zachování audio-vizuální paměti - Jerusalem Film Festival 2011
• Cena SIGNIS světové katolické asociace pro komunikaci, sdružující 140 zemí, za propagaci a šíření lidských hodnot - 64. ročník PRIX ITALIA – Turín
• Cena FIAT/IFTA (Achievement Award) za nejlepší použití archivů – Britský filmový institut, Londýn 2012
• Grand Prix režisérovi Mateji Mináčovi za objevné a lidsky hluboké téma filmu Nickyho rodina - 52. MFF filmů pro děti a mládež Zlín - Česká republika
• Cena - Davidova Camera za nejlepší hudbu – Warsaw Jewish Film Festival, Polsko
• Shoreshova divácká cena – UK Jewish Film Festival, London, Velká Británie
• Divácká cena – Palm Beach Jewish Film festival – USA
• Divácká cena - Best Documentary Feature Film 2012 – Sedona Int´l Film Festival – USA
• Divácka cena – Best Documentary Feature 2012 – Atlanta Jewish Film Festival – USA
• Divácká cena – Best Film 2012 – Charlotte Jewish Film Festival – USA
• Divácká cena – Best Documentary 2012 – Denver Jewish Film Festival – USA
• Divácká cena - Best Documentary Film 2012 – AJC Seattle Jewish Film Festival – USA
• Divácká cena - Best Film 2012 – Houston Jewish Film Festival – USA
• Divácka cena - Best Documentary Film -Hartford Jewish Film Festival
• Divácka cena - Best Documentary 2012 ‐ Pittsburgh Jewish Film Festival
• Divácka cena - Best Film 2012 - Rockland Int´l Jewish Film Festival, USA
• Divácká cena za nejlepší dokument – Zagreb Jewish Film Festival 2012, Chorvatsko
• Cena za nejlepší režii za mistrovské využití narativních technik, kdy se filmový příběh představuje prostřednictvím osobního nazírání režiséra - MECEFF festival – Rumunsko
• Cena primátora města Piešťany - MFF Piešťany – Cinematik – 2011
• Cena Oty Hofmana Dětského filmového festivalu a televizního festivalu v Ostrově – 2001
• Zvláštní cena poroty za dílo s nejvýraznějším morálním akcentem, Dětský filmový a televizní festival Oty Hofmana – Ostrov – 2001
• Cena slovenské filmové kritiky - v kategorii slovenský celovečerní a středometrážní dokumentární film s premiérou v roce 2011, Slovenská republika
• Tvorivá prémia za filmovú a dokumentárnu tvorbu - Výročné národné tvorivé ceny Slovenského filmového zväzu, Únie slovenských televíznych tvorcov a Literárneho fondu, Slovenská republika
• Divácká cena – Best Film 2012, Scottsdale International Film Festival, USA
• GRAND PRIX – Nejlepší film festivalu, XVII International TV Festival Bar, Montenegro